# Piampatara proseni
Piampatara proseni är en skalbaggsart som beskrevs av Martins och Maria Helena M. Galileo 1997. Piampatara proseni ingår i släktet Piampatara och familjen långhorningar. Inga underarter finns listade i Catalogue of Life.